# Crocanthes halurga
Crocanthes halurga is een vlinder uit de familie van de Lecithoceridae. De wetenschappelijke naam van de soort is voor het eerst geldig gepubliceerd in 1904 door Meyrick.